# Bugatti Type 25
Der Bugatti Type 25 ist ein Pkw-Modell. Hersteller war Bugatti aus dem Elsass, das damals zum Deutschen Reich gehörte.

## Beschreibung
Als Baujahr ist 1914 überliefert. Das Fahrzeug basierte auf dem Type 22. Soweit bekannt, wurde das Fahrgestell mit 240 cm Radstand und 115 cm Spurweite übernommen. Der wassergekühlte Frontmotor trieb über eine Kardanwelle die Hinterräder an.
Der wesentliche Unterschied bestand im Motor. Es war weiterhin ein Vierzylinder-Viertaktmotor mit einem Ein- und einem Auslassventil je Zylinder. Die Bohrung wurde auf 68 mm erhöht und der Hub auf 108 mm. Das ergab 1569 cm³ Hubraum. Dieser Motor wurde als Type 24 bezeichnet.
Das Projekt wurde nicht weiter verfolgt. Die zur gleichen Zeit entwickelte Vierventiltechnik bei den Modellen Type 13, Type 22 und Type 23 erwies sich als erfolgreich.